# César Cipolletti

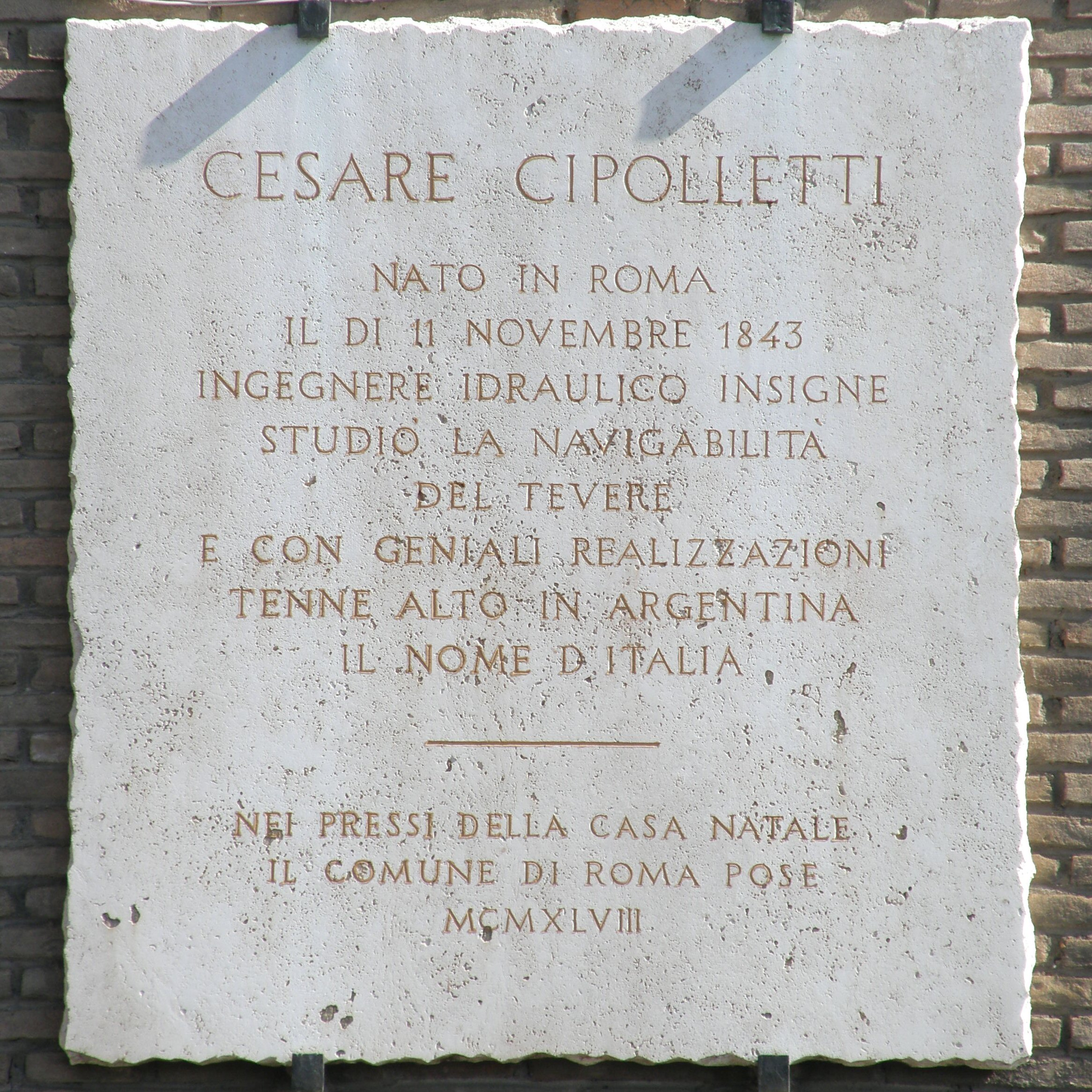
Placa conmemorativa a Cipolletti en su lugar de nacimiento, Isla Tiberina, Roma.

César Cipolletti (11 de noviembre de 1843, Roma - 23 de enero de 1908, en alta mar) fue un ingeniero hídrico de origen italiano que trabajó en Europa y Argentina. Su nombre original en idioma italiano era Cesare Cipolletti.
En su honor se nombró a la ciudad rionegrina de Cipolletti en 1927.

## Biografía

Delle forze idrauliche (1887)

César Cipolletti primero se graduó como agrimensor y luego estudió en la Facultad de Ingeniería en la ciudad de Roma, en Italia, en donde se recibió de ingeniero hidráulico. En dicho país realizó obras en Vicenza, Padua y Milán de la mano de los ingenieros Angelo Filonardi y Raffaele Canevari. Obtuvo reconocimiento de británicos y estadounidenses.
A partir de los problemas de riego que existían en la provincia de Mendoza el gobierno de Tiburcio Benegas le encargó al ingeniero Guillermo Villanueva que contrate a un ingeniero hidráulico y es así como se contacta a Cipolletti, quien en 1889 se estableció en Mendoza para proyectar las obras de riego de los ríos Mendoza y Tunuyán que concluyeron en el diseño de diques de embalse.
En la década siguiente, estudió la cuenca de los ríos Limay, Neuquén y Negro, señalando las medidas a tomar para aprovechar los recursos hídricos de la región y paliar las fuertes crecidas. De hecho su llegada fue pedida producto de una crecida de estos ríos, que afectó negativamente al valle, en especial los canales de riego.
Merced a estos trabajos, la región del Alto Valle vio prosperar la explotación agrícola, gracias a un incremento de la superficie cultivable y la construcción del Dique Ballester, producto de las investigaciones y proyectos presentados por Cipolletti.
Cipolletti falleció en alta mar pero sus restos yacen en la provincia de Mendoza, junto a los de su esposa Ida Grossi, acompañados por una estatua en su honor.